# Leandro Maygua
Leandro Marcelo Maygua Ríos (La Paz, 12 de septiembre de 1992) es un futbolista boliviano. Juega como centrocampista.

## Clubes
| Club                   | País    | Año         |
| ---------------------- | ------- | ----------- |
| Bolívar                | Bolivia | 2012 - 2017 |
| Universitario de Sucre | Bolivia | 2018        |
| Real Tomayapo          | Bolivia | 2019        |
| Real Potosí            | Bolivia | 2020        |
| Aurora                 | Bolivia | 2021 - 2022 |
| Real Tomayapo          | Bolivia | 2023 - 2024 |

## Palmarés

### Torneos nacionales
| Título          | Club    | País    | Año  |
| --------------- | ------- | ------- | ---- |
| Torneo Clausura | Bolívar | Bolivia | 2013 |
| Torneo Apertura | Bolívar | Bolivia | 2014 |
| Torneo Clausura | Bolívar | Bolivia | 2015 |
| Torneo Apertura | Bolívar | Bolivia | 2017 |
| Torneo Clausura | Bolívar | Bolivia | 2017 |